# Eduandrea
Eduandrea es un género monotípico de plantas de la familia Bromeliaceae. Su única especie: Eduandrea selloana (Baker) Leme, W.Till, G.K.Br., J.R.Grant & Govaerts, J. Bromeliad Soc. 58: 62 (2008),  es originaria del sudeste de Brasil en Minas Gerais.

## Sinonimia
- Quesnelia selloana Baker, Handb. Bromel.: 85 (1889).
- Andrea selloana (Baker) Mez in A.L.P.P.de Candolle & A.C.P.de Candolle, Monogr. Phan. 9: 115 (1896).
- Nidularium selloanum (Baker) E.Pereira & Leme, Bradea 4: 235 (1986).
- Canistropsis selloana (Baker) Leme, Canistropsis - Bromeliads Atlantic Forest: 55 (1998).[2]